# Hadena uncisigna
Hadena uncisigna là một loài bướm đêm trong họ Noctuidae.